# William Fraser (Bischof, St Andrews)

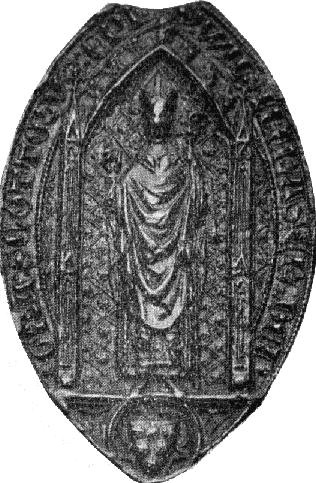
Siegel von Bischof William Fraser

 William Fraser († 20. August 1297) war ein schottischer Geistlicher und Minister. Vermutlich von 1273 bis 1279 diente er als königlicher Kanzler. Ab 1279 war er Bischof von St Andrews und von 1286 bis 1292 diente er als einer der Guardians of Scotland.

## Herkunft
William Fraser entstammte einer Adelsfamilie, die als Kronvasallen in verschiedenen Zweigen Landbesitz in East Lothian, Stirlingshire und Tweeddale besaßen. Er war ein jüngerer Sohn von Sir Gilbert Fraser und dessen Frau Christina. Möglicherweise wurde er in Oliver Castle in Peeblesshire geboren. Sein Vater war Sheriff von Traquair. William hatte zwei Brüder, Simon, der ebenfalls Sheriff von Traquair wurde und der der Vater von Sir Simon Fraser war, sowie Andrew Fraser.

## Dienst als königlicher Kanzler und Aufstieg zum Bischof
William Fraser studierte wahrscheinlich von 1256 bis 1257 in Oxford. Er wurde als Magister bezeichnet und vor dem 29. September 1271 Dekan der Kathedrale von Glasgow. Vor 1277 wurde er Pfarrer von Ayr. Vermutlich seit 1273, sehr wahrscheinlich vor 1277 wurde er von König Alexander III. zum königlichen Kanzler ernannt. Seine kirchlichen Ämter verdankte er wohl vor allem der Förderung durch den König, der schließlich auch seine Kandidatur als Bischof des Bistums St Andrews unterstützte. Am 4. August 1279 wurde Fraser zum Bischof gewählt. Da die schottische Kirche direkt der Kurie unterstand, reiste Fraser nach Rom, um seine Wahl bestätigen zu lassen. Dort wurde er am 19. Mai 1280 von Papst Nikolaus III. zum Bischof geweiht. Um diese Zeit legte er sein Amt als Kanzler nieder.

## Politische Tätigkeit

### Mitglied des Regentschaftsrats nach dem Tod des Königs
Es gibt keine Hinweise darauf, dass Fraser bis 1286 politisch aktiv war, obwohl er vermutlich von 1284 bis 1285 aus unbekannten Gründen erneut zur Kurie reiste. Nach dem plötzlichen Tod von König Alexander III. im März 1286 wurde Fraser aber in eine führende politische Rolle gedrängt. Er war der führende Testamentsvollstrecker des verstorbenen Königs, der bei seinem Tod keine lebenden Kinder hatte. Eine Ratsversammlung schwor, einen rechtmäßigen Thronerben anzuerkennen und wählte einen Regentschaftsrat, der aus sechs sogenannten Guardians bestand. Neben Bischof Robert Wishart von Glasgow war Fraser der zweite Bischof, der diesem Regentschaftsrat angehörte. Ursprünglich sollte dieser Regentschaftsrat die Regierung nur während der Schwangerschaft der Königswitwe Yolande führen, doch nachdem diese eine Fehlgeburt hatte oder nachdem das Kind gestorben war, war die junge Margarete von Norwegen, eine Enkelin des Königs, seine einzige Nachfahrin und Thronerbin. Da Margarte aber in Norwegen lebte, blieb der Regentschaftsrat weiter im Amt. Während des Winters von 1286 bis 1287 schlugen die Guardians erfolgreich eine Revolte von Robert de Brus nieder, der einen Anspruch auf den schottischen Thron erhob. Die Guardians konnten ihre Macht festigen, auch als 1289 zwei Guardians, der Earl of Fife und der Earl of Buchan, starben und nicht durch neue Mitglieder ersetzt wurden. Fraser und Bischof Wishart wurden spätestens jetzt die führenden Akteure unter den verbliebenen vier Guardians. Bereits zuvor hatten die Guardians erreicht, dass der norwegische König Erik II. seine Tochter Margarete nach Schottland sandte. Am 28. August 1290 schlossen die Guardians mit dem englischen König den Vertrag von Northampton. Darin vereinbarten sie, dass die Thronerbin Margarete einen Sohn des englischen Königs heiraten sollte, wobei die Unabhängigkeit Schottlands bestehen bleiben sollte. Im Laufe dieser Verhandlungen reiste Fraser mehrfach nach England und blieb durch Boten im Kontakt mit dem englischen König. 1289 wollte er erneut zum englischen König reisen. Bereits in York wurde er aber auf Betreiben des Weinhändler Jean Mazun aus Bordeaux verhaftet, der noch offene Forderungen an den verstorbenen Alexander III. hatte. Daraufhin brach Fraser nach seiner Freilassung seine Reise ab. Der Rechtsstreit mit Mazun war im Februar 1293 noch immer nicht beigelegt worden.

### Rolle im Thronfolgestreit ab 1290
Am 7. Oktober 1290 hielt sich Fraser in Leuchars in Fife auf. Von dort schrieb er den bekannten Brief an den englischen König, in dem er ihn von dem Gerücht berichtete, dass die Thronerbin Margarete während der Reise nach Schottland auf den Orkneys gestorben war. Dazu berichtete er von den bedrohlichen Aktionen von Robert de Brus, der ein Heer zusammenzog. Dann bat er den König, den Thronanwärter John Balliol zu empfangen, falls dieser ihn aufsuchen sollte. Falls Margarete wirklich tot sei, dann sollte der englische König an die Grenze nach Schottland kommen, um so einen Bürgerkrieg in Schottland zu verhindern. Die Schotten sollten ihm dann die Treue schwören, damit Eduard I. über den rechtmäßigen Thronfolger könne. Damit hoffte Fraser, nicht nur einen Bürgerkrieg verhindern zu können, sondern auch die schottische Unabhängigkeit zu bewahren.
Die Anerkennung der Oberherrschaft des englischen Königs erfolgte unter ungeklärten Umständen, einschließlich der Bedingung, dass die Guardians im Amt blieben, aber durch einen von englischen König ernannten Guardian ergänzt würden. Um Mitte Juni 1292 erkannten Fraser und andere führende schottischen Magnaten und Prälaten den englischen König für den Zeitraum der Thronfolgeregelung als Oberherrn an. An der Versammlung, die unter dem Vorsitz des englischen Königs über die Ansprüche der Thronanwärter entscheiden sollte, nahm Fraser als Vertreter von John Balliol teil. Am 6. November 1292 war Fraser der erste der 80 schottischen Vertreter, die die Entscheidung des englischen Königs zugunsten von Balliol entgegennahmen. Nachdem Balliol allgemein als König anerkannt wurde, übergaben ihm Fraser und die anderen Guardians am 17. November die Regierung.

### Rolle im Krieg gegen England
Fraser hatte als Vormund für Duncan, den jungen Erben des 1289 ermordeten Guardians Duncan, 8. Earl of Fife, die Ansprüche auf Landbesitz von dessen Verwandten Macduff zurückgewiesen. Daraufhin klagte dieser gegen Fraser vor Gericht. Ein von König John Balliol im Februar 1293 abgehaltenes Parlament unterstützte die Haltung des Bischofs, worauf sich Macduff an den englischen König als Oberherrn wandte. Dessen andauernder Anspruch auf Oberherrschaft über Schottland wurde von Balliol zurückgewiesen und führte schließlich 1296 zum Krieg. Bereits am 2. Januar 1293 hatte Fraser zusammen mit drei schottischen Magnaten dagegen protestiert, dass sich der englische König in schottische Rechtsstreitigkeiten einmischte. Der englische König bestand aber auf seinen Anspruch. 1295 wurde John Balliol durch die Einsetzung eines zwölfköpfigen Staatsrats weitgehend entmachtet. Fraser gehörte diesem Staatsrat mit Sicherheit an und wurde am 5. Juli 1295 in Stirling zu einem der vier Gesandten ernannt, die nach Frankreich reisen sollten. England befand sich seit dem Vorjahr mit Frankreich im Krieg, und als die schottische Gesandten am 23. Oktober in Paris ein Bündnis mit Frankreich schlossen, kam dies einer Kriegserklärung an England gleich. Fraser war noch in Frankreich, als der englische König von April bis Juli 1296 in einem kurzen Feldzug Schottland besetzte und John Balliol zur Abdankung zwang. Er starb wenig später in der Nähe von Paris und wurde in der Dominikanerniederlassung von Paris beigesetzt. Auf Veranlassung seines Nachfolgers Bischof Lamberton wurde sein Herz später nach St Andrews gebracht und in der dortigen Kathedrale beigesetzt.

## Tätigkeit als Bischof
Fraser beauftragte 1295 seine beiden Generalvikare William of Kinghorn und Peter de Champgane mit der Verwaltung des Bistums während seiner Abwesenheit. Nach dem englischen Sieg 1296 übertrug der englische König William de Rue die Verwaltung des Bistums. Offenbar hatte Fraser Verwandte von ihm gefördert, denn 1297 wird ein John Fraser als Archidiakon von St Andrews genannt.

## Bewertung
Bei den Verhandlungen mit dem englischen König war Fraser ab 1289 die treibende Kraft gewesen. 1290 war er der irrigen Annahme gefolgt, dass der englische König als fairer und uneigennütziger Schiedsrichter den rechtmäßigen schottischen König auswählen würde. Dadurch sollte dieser König von den rivalisierenden schottischen Parteien akzeptiert werden und so ein Bürgerkrieg verhindert werden. Bischof Robert Wishart von Glasgow erkannte bereits 1291, dass der englische König eigene Ziele verfolgte, doch Fraser vertraute dem englischen König weiter. Als er erkannte, dass der englische König die Unabhängigkeit Schottlands bedrohte, handelte er ebenso entschlossen wie Wishart, was mit zum Krieg führte.